# لارنس (دهانه)
لارنس یک دهانه برخوردی در ماه‌ است.